# Copais Palus
Copais Palus  è una caratteristica di albedo della superficie di Marte.